# Petra Starčević
Petra Starčević (Rijeka, 7. svibnja 1987.), hrvatska biatlonka.
Na juniorskom svjetskom prvenstvu u SAD-u 2006. godine osvojila je sedmo mjesto.
Natjecala se na Zimskim olimpijskim igrama 2006. u Torinu. U sprintu na 7,5 kilometara osvojila je 79. mjesto, a u trci na 15 km (pojedinačno) bila je 79. Prva je biatlonka koja je predstavljala Hrvatsku na ZOI.
Završila je Pravni fakultet u Zagrebu. Tijekom studija je nastupala u međunarodnoj studentskoj konkurenciji.
Bila je članica Skijaškog kluba Bjelolasica iz Mrkoplja.